# Myth Takes
Myth Takes är ett danspunkalbum av !!! från 2007. Albumet producerades av Justin Van Der Volgen och The Brothers. Detta är hittills gruppens enda album som nått placering på försäljningslistan Billboard 200 där det nådde plats 195.

## Låtlista
1. "Myth Takes" - 2:24
2. "All My Heroes Are Weirdos" - 3:04
3. "Must Be the Moon" - 5:56
4. "A New Name" - 4:54
5. "Heart of Hearts" - 6:02
6. "Sweet Life" - 3:46
7. "Yadnus" - 5:13
8. "Bend Over Beethoven" - 8:06
9. "Break in Case of Anything" - 3:39
10. "Infinifold" - 5:11